# 天神洞古墳群
天神洞古墳群（てんじんぼらこふんぐん）は、静岡県沼津市にある香貫九十塚の一部で天神洞周辺にあった古墳群をいう。

## 概要
6世紀末から7世紀にかけて、沼津市周辺では愛鷹山麓から大岡などの平地、片浜・静浦・内浦・西浦の海岸地帯などいたるところで集落が営まれていた。香貫山周辺では上香貫の天神洞・住吉、下香貫の山ノ根・林下・上ノ原・藤井原などに集落が分布しており、それらの発達により古墳が造られたと考えられている。小規模な円墳が多く造られ、香貫九十塚・石田九十九塚などと呼ばれている。
天神洞古墳群は香貫九十塚と呼ばれる群集墳の一部であり、集落の上層部の者の墓と考えられている。

近世、香貫九十塚の畑を掘り起こしたところ太刀鎧が出たため、祟りがあるとしてその後は敢えて侵さなかったという。この地は戦国時代に今川氏、北条氏、武田氏が争った土地であり、九十塚はその戦没者たちの墓とみられていた。

1970年（昭和45年）に行われた沼津市の区画整理事業で、地下に石室の一部が残存するものが3基発見され、発掘調査が行われた。

## 発掘の経緯
1970年（昭和45年）3月に香貫地区土地区画整理事業の工事に伴い土器が発見された。この際、古墳の石室が確認されたため、調査を開始すると古墳群が発見された。1970年（昭和45年）3月に1次調査として１基（第1号墳）の古墳の緊急発掘調査が行われ、続いて1971年（昭和46年）3月の2次調査により３基（第3号墳・第4号墳・第9号墳）の調査が行われた。なお、第9号墳は後述のとおり古墳ではなく瓦礫塚であった。

## 規模と出土品
調査により10数基の古墳が確認されているが、いずれも古墳は消滅している。

### 天神洞一号墳
墳丘は調査時に大半が失われていたため、規模については不明。

埋葬施設：西南西方向に開口部をもつ横穴式石室。

　　　　　長さ5.6メートル、幅0.8〜1.0メートルの長方形だと考えられている。

出土品：小刀1、刀子2、鉄鏃13、土師器坏4、短頸壺1、須恵器坏蓋3、坏身5、有蓋高坏1、短頸壺2、堤瓶1

須恵器は6世紀末〜7世紀前半のものと考えられている
。

### 天神洞二号墳
調査員が通報を受け現地に赴いた際には、すでに切断され南側の残部は排土の下で調査不能、北側も家屋にかかって調査不能となっていた
。

### 天神洞三号墳
埋葬施設：南西方向に開口部を持つ無袖の横穴式石室。

　　　　　長さ約5.7メートル、幅1.15メートルの細長い長方形だと考えられている。

　　　　　壁体は破壊が著しく奥壁下の1石と側壁2段しか残っていなかった。

　　　　　床面は閉塞石付近を除く全面に角礫が敷かれていた。

出土品：耳環2、瑪瑙生勾玉6、碧玉製管玉2、碧玉製平玉1、碧玉製切子玉1、水晶製切子玉12、水晶製算盤玉1、ガラス製小玉59、小刀2、刀子4、鉄鏃2、土師器坏1、須恵器坏身1、堤瓶1

### 天神洞四号墳
調査以前より古墳の存在が知られていた。

埋葬施設：ほぼ南に開口部を持つ無袖の横穴式石室である。

　　　　　床面は長さ約4.6メートル、幅0.85〜1.2メートルで奥壁幅がやや広い。

　　　　　側壁最下段の石列をわずかに残すのみで奥壁は抜き取られていた。

　　　　　石室内の開口部には板石が1枚直立し、室内に板石片が散乱していたため、

　　　　　組合せ式箱型石棺が設置されていたと考えられている。

出土品：耳環1、鉄刀1、鉄鏃7、土師器坏1、須恵器蓋坏2、有蓋短頸壺2、短頸壺2、長頸瓶1、平瓶1、𤭯（はそう）2

須恵器は7世紀前半のものと考えられている
。

### 天神洞九号墳
石室は存在しない瓦礫塚であった。

出土品：
- 鐙瓦

幅は一定でなく旋回する尾の長い三巴文が配されている。
焼成は軟質で黒みを帯びた灰色。

- 宇瓦

文様から4種類に分けられる。

1)剣先状の文様を並列させたもの、焼成は黒味を帯びた灰色

2)花形状の文様を上下交互に配したもの、焼成は1）と同様

3)2）と似ているが花形の形状が異なるもの、焼成は硬質で赤褐色

4)変形の唐草文系のもの、焼成は硬質で灰色

- 鬼瓦

破損のため形状はわからないが、焼成および色調から2種類に分けられる。

a.軟質で黒味を帯びた灰色のもの

b.硬質で灰色のもの

abともに周縁には珠文がめぐらされている。

また、鬼の牙・歯・小鼻とみられる影がある。
- 女瓦

完成品は出土されず大きさは不明。

①軟質で青灰色、②硬質で褐色、③は②に近い焼成と色調の3種類がある。
- 男瓦

完成品は出土されず大きさは不明。

焼成は、軟質で青灰色と硬質で褐色の2種類がある。

- 土師質土器
- 陶質土器

以上。

## 現地情報
所在地
- 静岡県沼津市中瀬町15ー1 天神公園

交通アクセス
- 東海旅客鉄道（JR東海）東海道本線・御殿場線 沼津駅 （徒歩約25分）

関連施設
- 沼津市文化財センター（沼津市志下）
- 沼津市歴史民俗資料館（沼津市下香貫(沼津御用邸記念公園内)）[14]

周辺
- 霊山寺 (沼津市)